# Eutelsat 9° Oost
Eutelsat 9° Oost is de satellietpositie 9,0 graden oosterlengte op de geostationaire baan rond de Aarde. Vanaf deze positie zenden een of meer omroepsatellieten van de onderneming Eutelsat radio- en televisieprogramma's uit naar Europa.
Eutelsat 9° Oost kent drie belangrijke uitzendgebieden: Duitsland, Italië en Europa. In Nederland en België zijn alleen de uitzendingen voor Duitsland en Europa te ontvangen.
De op Italië gerichte kanalen zijn in Nederland en België niet te ontvangen. Bovendien maken de op Italië gerichte kanalen gebruik van 'multistream', waarvoor een speciale DVB-S2X-ontvanger nodig is.
De satellietpositie was voor Nederland en België vooral van belang, omdat deze positie door het in 2021 ten onder gegane Joyne werd gebruikt om radio- en televisieprogramma's door te geven aan zijn abonnees. Deze programma's waren voor het overgrote deel versleuteld om te voorkomen dat niet-abonnees de programma's konden volgen.
Via Eutelsat 9° Oost zijn onder andere M6 (Zwitserse versie), BBC World News, CGTN Documentary en de kanalen van de Hongaarse publieke omroep vrij te ontvangen.